# HCF Piatra Neamț
Handbal Club Feminin Piatra Neamț este o echipă de handbal feminin din Piatra Neamț, România, care evoluează în Divizia A. HCF Piatra Neamț este continuatoarea echipei AS FibrexNylon Săvinești, semifinalistă a Cupei Challenge în 2001 și desființată în același an după ce sponsorul principal și-a retras finanțarea. Antrenorul emerit Dan Valentin, care a pregătit anterior și FibrexNylon Săvinești, a reînființat, în 2002, echipa feminină a orașului și a promovat-o într-un singur an în Liga Națională, sub numele de HCF Piatra Neamț. Echipa a retrogradat în 2006 și a participat de atunci la fiecare ediție a Diviziei A.  
Handbal Club Feminin își desfășoară meciurile de pe teren propriu în Sala Polivalentă din Piatra Neamț. Conducerea echipei este asigurată tot de Dan Valentin, care ocupă și funcțiile de președinte și manager sportiv.

## Lotul de jucătoare
Echipa în sezonul 2017-2018:
| Portari - Ștefania Manolache (1998) Extreme - Simona Miron (1998) - Alexandra Ruși (1999) Pivoți - Andreea Creangă (1999) Intermediari - Anca Oancea (1997) - Flavia Dorneanu (1998) - Andreea Baciu Centri - Rebeca Roșca (1996) - Roxana Ureniuc (1999) |

## Banca tehnică
| Nume         | Ocupație           |
| ------------ | ------------------ |
| Dan Valentin | Antrenor principal |
| Florin State | Kinetoterapeut     |

## Conducerea administrativă
| Nume         | Ocupație        |
| ------------ | --------------- |
| Dan Valentin | Președinte      |
| Dan Valentin | Manager sportiv |